# Asiaweek
Asiaweek foi uma revista de notícias focada em notícias da Ásia publicada semanalmente pela Asiaweek Limited, subsidiária da Time Inc. Com base em Hong Kong, foi criada em 1975 e extinta em 7 de dezembro de 2001 devido a uma "baixa no mercado publicitário". De acordo com Norman Pearlstine, editor-chefe da Time Inc., a circulação da revista era de 120 mil cópias quando ela fechou.
A revista era associada com Yazhou Zhoukan (亞洲週刊), uma revista de notícias semanal chinesa, antes de sua aquisição pela Time Warner.

## História
A Asiaweek foi fundada em 1975 por Michael O'Neill, um neozelandês, e T. J. S. George, um indiano. Eles haviam trabalhado juntos na Far Eastern Economic Review, mas eles se desencantaram com a revista pelo seu estilo carregado e por publicar constantemente o ponto de vista britânico. Sua missão é "reportar com acurácia e justiça os acontecimentos da Ásia em todas as esferas da atividade humana, para ver um mundo de uma perspectiva asiática e ser a voz da Ásia ao mundo".
Entre suas publicações, está a Competição de Histórias Curtas, de periodicidade anual, que foi publicada entre 1981 e 1988. A Prizewinning Asian Fiction (criada e editada por Leon Comber) foi eventualmente compilada em um livro em 1991 publicado pela Times Editions, da Singapura, e a Hong Kong University Press.
Durante seus 26 anos de existência, a Asiaweek contou apenas com quatro editores: Os co-fundadores Michael O'Neill e T. J. S. George, Ann Morrison, que sucedeu O'Neill em 1994, e Dorinda Elliott, antiga editora da Newsweek de Hong Kong que assumiu o cargo em outubro de 2000.
O'Neill foi o fundador e editor chefe da Yazhou Zhoukan, que foi criada pela Asiaweek Limited em 1987, com Thomas Hon Wing Polin como o primeiro editor gerenciador.
Em 1985, Times Inc. (como ela passaria a ser conhecida) comprou 84% da revista Reader's Digest, com 80% de participação e 4% de interesses sociais. Michael O'Neill permaneceu com os 16% restantes.
Em 1994, a Times afastou O'Neill e o substituiu por Ann Morrison, que antes trabalhava em Nova Iorque na Fortune (outra revista da Times).

## Fechamento
George, que havia saído da Asiaweek antes dos problemas começarem, lamentou a morte da revista após demissão de O'Neill. Ele afirmou que seu único arrependimento era como "a revista foi desvalorizada pelas mesmas pessoas que assumiram o papel de cuidar dela. É por isso que eu não derrubo lágrimas, já que seu conceito foi morto em 1994, quando Mike foi removido da nova gerência. Seu fechamento [em 2001] foi um mero enterro".
De acordo com a Time, a razão do fechamento foi uma queda no mercado publicitário. Os executivos da empresa insistiram que suas decisões foram feitas com base em fatores econômicos, e não editoriais.
Thomas Crampton, colunista do The New York Times, escreveu: "Asiaweek e Far Eastern Economic Review eram as únicas revistas mensais com um grande foco na Ásia nos anos 80. Mas a competição cresceu e nos anos 90, empresas de mídia multinacionais ou locais expandiram em edições regionais. Além de diversas revistas financiadas regionalmente, a The Economist, Fortune, BusinessWeek e Forbes expandiram agressivamente para a Ásia. Estas revistas globais podiam contar com empregados esqueléticos e a economia de escala."
De acordo com Crampton, além da "competição brutal por rendimento limitado na publicidade," outra razão plausível para a crise seria "o abraço sufocante dos gigantes de mídia americanos com uma perspectiva americana". Para  T. J. S. George, o fechamento da Time Warner após 26 anos de publicação demonstra os medos asiáticos de uma mídia focada nos Estados Unidos. "Os mandarins de Manhattan sabem do potencial da Ásia", Disse George. "Eles querem o completo monopólio da Time Magazine".

## Envolvimento americano
Em 2009, George afirmou que "talvez esta tenha sido a mais profunda, sublime – e talvez perniciosa – arma de controle mental a disposição da America em relação aos meios de comunicação".
Mas Alejandro Reyes, correspondente e editor contribuinte da Asiaweek, insistiu que a revista manteve uma voz asiática mais forte e independente do que qualquer chefe em Nova Iorque gostaria. De acordo com ele, a queda da revista se deu pela "falha da estratégia de marketing pan-asiática, que foi implementada com recursos limitados e competitividade intensa".
Inicialmente, Reyes elogiou as técnicas e práticas implementadas pela Times, porém mudou de ideia quando descobriu que a empresa deletou todos os artigos da Asiaweek dos arquivos online, incluindo os seus.
M.G.G. Pillai, um dos demitidos da Asiaweek, afirmou que a revista perdeu seu foco e se tornou cada vez mais americanizada depois que foi comprada pela Times. 
Philip Bowring, antigo editor da Far Eastern Economic Review, disse que "há um paralelo aqui entre a Time e a Asiaweek. A Time comprou a Asiaweek, uma revista nascida localmnete, mesmo que ambos parecessem estar em competição direta pelos leitores e publicidade. Não tanto tempo depois, a Times fechou a Asiaweek ao invés de se fundir e criar a Time Asia". Suas declarações vieram de uma comparação com sua própria revista, que se fundiu com o The Wall Street Journal Asia em 2001 e virou mensal em 2004, sendo cancelada em 2009.
T. J. S. George disse: "Com o tempo, Time  matou a Asiaweek e Dow Jones (agora uma propriedade de Murdoch) matou a Review. Afora o Wall Street Journal de Murdoch e Dow e a Time Inc. da Time Magazine balançam a bandeira americana sobre a Ásia, incontestada pelas bandeiras menores".